# 梨陽駅
梨陽駅（イヤンえき）は、大韓民国全羅南道和順郡にある、韓国鉄道公社（KORAIL）慶全線の駅である。

## 駅構造
- 島式ホーム1面2線の地上駅。

## 歴史
- 1930年12月25日 - 普通駅として営業開始[1]。
- 1991年1月1日 - 貨物取扱中止[2]。
- 1997年12月28日 - 駅舎を新築[3]。

## 隣の駅
韓国鉄道公社
慶全線
鳴鳳駅 - 梨陽駅 - 綾州駅